# Saint-Georges-de-Bohon
Saint-Georges-de-Bohon ist eine Ortschaft und eine ehemalige französische Gemeinde mit 411 Einwohnern (Stand: 1. Januar 2022) im Département Manche in der Region Normandie.
Mit Wirkung vom 1. Januar 2016 wurden die früheren Gemeinden Sainteny und Saint-Georges-de-Bohon zu einer Commune nouvelle mit dem Namen Terre-et-Marais zusammengelegt und haben in der neuen Gemeinde den Status einer Commune déléguée. Der Verwaltungssitz befindet sich im Ort Sainteny.
Nachbarorte sind Carentan im Nordwesten, Saint-Hilaire-Petitville und Montmartin-en-Graignes im Nordosten, Saint-André-de-Bohon im Südosten, Auxais im Süden, Sainteny im Südwesten und Méautis im Westen.

## Bevölkerungsentwicklung

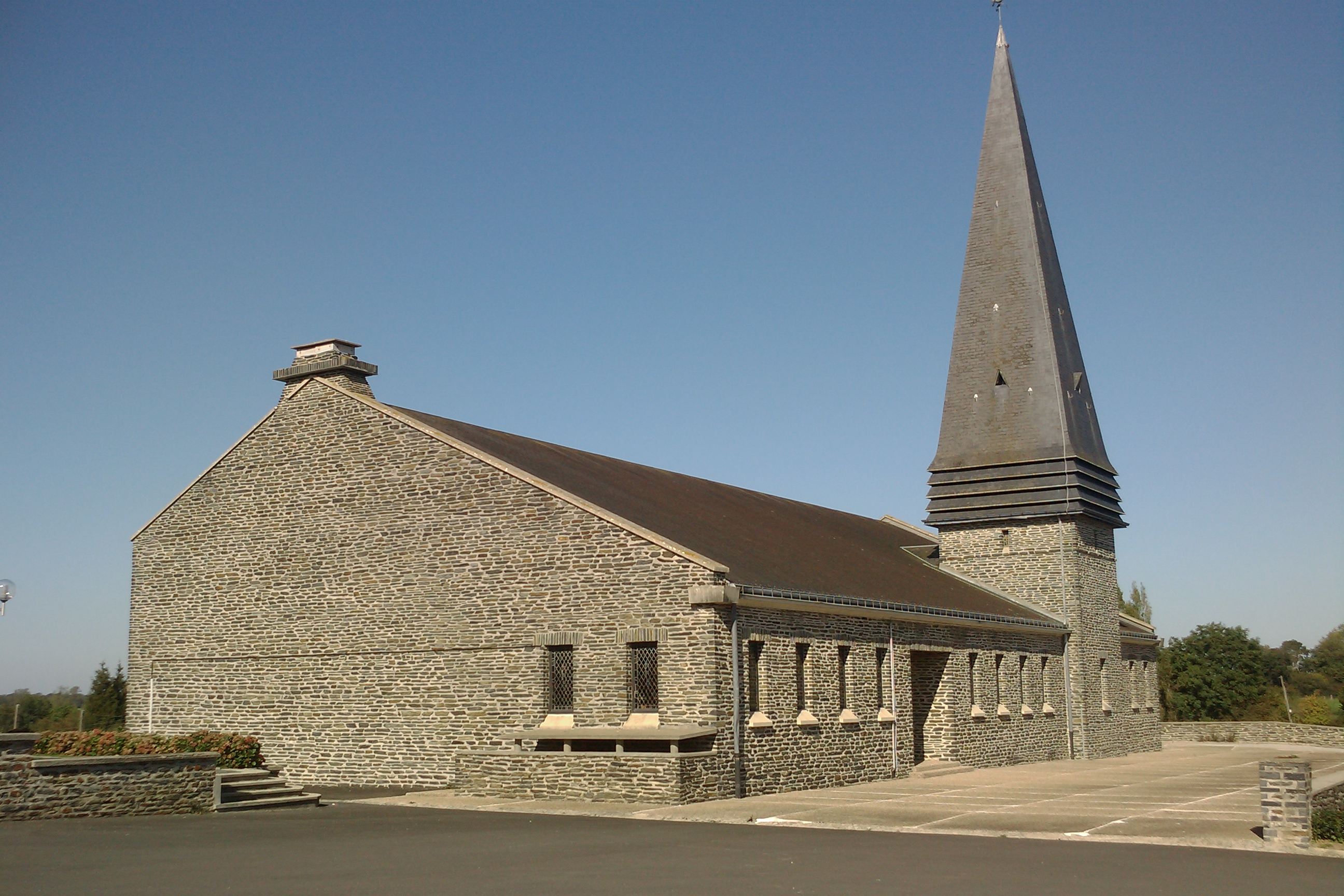
Kirche Saint-Georges

| Jahr      | 1962 | 1968 | 1975 | 1982 | 1990 | 1999 | 2008 | 2015 |
| --------- | ---- | ---- | ---- | ---- | ---- | ---- | ---- | ---- |
| Einwohner | 374  | 366  | 358  | 385  | 410  | 428  | 407  | 403  |